# 암흑성운상
암흑성운상(일본어: 暗黒星雲賞 안코쿠세이운쇼[*])은 매년 일본SF대회에서 참가자 투표로 시상되는 상이다. 성운상의 패러디다. “암흑성운상 실행위원회”라는 써클이 실시하는 자주기획이며, 성운상과 같은 SF대회 석상에서 시상되기에 공인 기획인 것처럼 파악되고 있지만 엄밀히 따지면 일본SF대회 실행위원회와는 전혀 무관하다.
암흑성운상 규약에 따르면 “본 상은 일본SF대회 참가자들의 투표에 의해, 그 대상이 우수한지 아닌지 상관 없이, 상을 주고 싶은 대상에게 주어서 SF대회를 북돋는 것을 목적으로 한다”고 한다. 부문은 원칙적으로 기획부문, 게스트부문, 코스튬부문, 자유부문, 행운부문 5개 부문이지만 매 대회별로 암흑성운상 실행위원장의 재량으로 부문이 증감된다.
기본적으로 대회 참가자들의 반응을 얻은 것, 눈에 띄는 것, 임팩트 있는 것, 호감을 산 것이 상을 받는 경우가 많다. 예컨대 SF대회 개회식 단상에서 청혼을 한 인물, 대회 참가자들에 대한 대우가 좋았던 호텔이나 여관 지배인 등이 수상한 적이 있다. 예기치 못한 돌발상황이 발생할 경우 그 돌발상황이 수상하기도 한다. 2002년 제12회 대회에서는 폭우, 2011년 제21회 대회에서는 태풍 12호 탈라스가 자유부문을 수상했다. 제21회에서는 “암흑성운상 20주년” 기획 자체가 암흑성운상 기획부문을 수상했다. 반대로 불상사가 있거나 참가자들에게 불유쾌한 사건이 있었을 경우에도 수상 대상이 되기도 한다. 제작이 늦어져서 상영되지 않은 오프닝 무비, 또는 대회 운영을 제대로 하지 못한 일본SF대회 실행위원회에게 암흑성운상을 시상한 예가 있다.
부상은 규약에서 “뭔가 이상한 것”을 준다고 정해져 있으며, 부상 선정도 암흑성운상 실행위원장의 재량으로 정해진다.